# Tom Boardman, Baron Boardman
Thomas „Tom“ Gray Boardman, Baron Boardman MC TD DL (* 12. Januar 1919 in Daventry, Northamptonshire; † 10. März 2003 in Welford, Northamptonshire) war ein britischer Solicitor, Manager, Bankier und Politiker der Conservative Party, der sieben Jahre lang Abgeordneter des House of Commons und 1980 als Life Peer Mitglied des House of Lords wurde. Boardman wurde im Rahmen einer Kabinettsumbildung nach der Einführung umstrittener wirtschaftspolitischer Gesetze im April 1972 von Premierminister Edward Heath zum Staatsminister für Industrie im Ministerium für Handel und Industrie ernannt. Dies stellte eine Kehrtwendung in der Industriepolitik von Edward Heath dar, in dem die bisherigen wirtschaftsliberalen Ansätze zu Gunste einer Rückkehr zur Einmischung der Politik, Subventionen für angeschlagene Unternehmen und Preiskontrolle aufgegeben wurden. Als Industrieminister war er auch verantwortlich für die Energiepolitik während der ersten Ölkrise 1973 und führte in dieser Zeit Energiesparmaßnahmen wie die Drei-Tage-Woche („Three-Day Week“) ein.

## Leben

### Ausbildung zum Solicitor, Zweiter Weltkrieg und Wirtschaftsmanager
Boardman, dessen Vater John Clayton Boardman Grundbesitzer in Northamptonshire und Bürgermeister von Daventry war, war nach dem Besuch der traditionsreichen Bromsgrove School Referendar bei einem Solicitor in Daventry.
Er trat aber nach Beginn des Zweiten Weltkrieges seinen Militärdienst bei den 1st Northamptonshire Yeomanry an. Nach der Operation Overlord 1944 befand er sich als Hauptmann mit seiner Einheit an der Spitze eines nächtlichen Angriffs während des Kessels von Falaise in Richtung des Dorfes St Aignan de Cramesnil. Dabei fiel ihm im vorderen Panzer die Aufgabe zu, den Weg zu beleuchten, wodurch er selbst zu einem sichtbaren Ziel für feindliche Angriffe wurde. Nachdem er alle Fackeln verbraucht hatte, rannte er zum zweiten Panzer zurück, um einen Nachschub an Fackeln zu holen. Dabei fiel er fast in einen Schützengraben der deutschen Wehrmacht und entdeckte dabei diese feindliche Stellung.
Am folgenden Tag vernichtete die 1st Northamptonshire Yeomanry zwanzig feindliche Panzer und schlug erwartete Gegenangriffe der deutschen Infanterie und Panzer zurück. Für seinen Einsatz wurde er anschließend mit dem Military Cross (MC) ausgezeichnet.
Nach Kriegsende absolvierte er ein Studium der Rechtswissenschaften an der Universität London und trat nach Abschluss seiner Ausbildung als Rechtsberater in die Firma Phipps & Troup in Northampton ein, in der er schließlich zum Direktor aufstieg. Aufgrund seines Vertrauens bei der Familie Phipps wurde er später Vorstandsvorsitzender von Chamberlain Phipps, einem Zulieferunternehmen der Schuhindustrie. Daneben war er für mehrere andere Unternehmen tätig. In diese Zeit fiel das Verfahren Boardman v Phipps, in dem die Lordrichter 1967 ein Grundsatzurteil zum englischen Trust Law sprachen, in dem es im Wesentlichen um die Treuepflicht und die Pflicht zur Vermeidung von Interessenkonflikten ging.
1968 wurde er zunächst Finanzdirektor des Brauereikonzerns Allied Breweries und später stellvertretender Vorstandsvorsitzender dieses Unternehmens wurde.

### Unterhausabgeordneter
Bei einer Nachwahl (By-election) wurde Boardman als Kandidat der Conservative Party im Wahlkreis Leicester South West überraschenderweise erstmals als Abgeordneter in das House of Commons gewählt, nachdem der bisherige langjährige Wahlkreisinhaber von der Labour Party, Herbert Bowden, als Life Peer mit dem Titel Baron Aylestone of Aylestone in the City of Leicester Mitglied des Oberhauses geworden war.
Bei den Wahlen vom 18. Juni 1970 wurde er mit einer knappen Mehrheit von nur 106 Stimmen wiedergewählt. Aufgrund seiner wirtschaftlichen Tätigkeiten verzichtete er auf die ihm angebotene Regierungsfunktion als Parlamentarischer Privatsekretär bei Margaret Thatcher, die nach dem Wahlsieg der Conservative Party bei den Unterhauswahlen 1970 von Premierminister Edward Heat zur Bildungsministerin (Secretary of State for Education) ernannt worden war. Er vertrat den Wahlkreis Leicester South West bis zu dessen Auflösung bei den Unterhauswahlen am 28. Februar 1974.
Bei diesen Unterhauswahlen wurde er dann im neugeschaffenen Wahlkreis Leicester South wiederum zum Abgeordneten gewählt, gehörte dem House of Commons jedoch nur noch bis zu den knapp acht Monate später stattfindenden Unterhauswahlen am 10. Oktober 1974 an als er sein Unterhausmandat verlor. Bei der Februarwahl konnte er sich mit 22.943 Stimmen (41,8 Prozent) deutlich gegen seinen Gegenkandidaten von der Labour Party, Jim Marshall durchsetzen, der lediglich 21.177 Wählerstimmen (38,6 Prozent) erhielt. Bei der Oktoberwahl konnte ihn dagegen Marshall mit 21.588 Stimmen (43,2 Prozent) zu 20.455 Stimmen (40,9 Prozent) und somit mit einem Unterschied von 1133 Wählerstimmen schlagen.

### Industrieminister und Chefsekretär des Schatzamtes
Boardman, der ursprünglich als Solicitor tätig war, wurde im Rahmen einer Kabinettsumbildung nach der Einführung umstrittener wirtschaftspolitischer Gesetze am 7. April 1972 von Premierminister Edward Heath zum Staatsminister für Industrie (Minister of State for Industry) im Ministerium für Handel und Industrie (Department of Trade and Industry) ernannt und war damit einer der engsten Mitarbeiter des am 5. November 1972 zum Handels- und Industrieminister (Secretary of State for Trade and Industry) ernannten Peter Walker. Dies stellte eine Kehrtwendung in der Industriepolitik von Edward Heath dar, in dem die bisherigen wirtschaftsliberalen Ansätze zu Gunste einer Rückkehr zur Einmischung der Politik, Subventionen für angeschlagene Unternehmen und Preiskontrolle aufgegeben wurden.

#### Bergarbeiterstreik 1972 und Verhandlungen mit der National Miners Union
Nach dem Bergarbeiterstreik 1972 war Boardman verantwortlich für die Verabschiedung des Kohleindustriegesetzes (Coal Industry Act) im Parlament, um durch erhebliche Subventionen die Liquidität der Nationalen Kohlebehörde (National Coal Board) sicherzustellen. Nachdem den Bergarbeitern anschließend ein Rekordlohn gewährt worden war, ließen diese bis zum Sommer 1973 Streikhandlungen aus, ehe sie eine weitere Lohnerhöhung um 35 Prozent forderten.
Zusammen mit dem ihm zugeordneten Unterstaatssekretär für Industrie, Peter Emery, vertrat er die Regierung bei den anschließenden Verhandlungen, in denen die Nationale Kohlebehörde eine Formel zur höchstmöglichen Lohnzahlung sowie einen Zuschnitt der Produktivität vorlegte. Dieses Maximalangebot ließ keine weitere Verhandlungsmöglichkeit von Seiten des National Coal Board zu. Die Hoffnung, dass Joe Gormley, der Präsident der National Union of Mineworkers (NUM), seine Gewerkschaft von der Annahme dieses Angebots überzeugen könne, erfüllte sich jedoch nicht, da Mick McGahey, der linksextreme Vizepräsident der NUM, dieses Angebot ablehnte und erklärte, dass er das Ende der Regierung Heath bei den Unterhauswahlen 1974 wollte.

#### Erste Ölkrise 1973
Er war in dieser Funktion auch verantwortlich für die Energiepolitik während der ersten Ölkrise 1973. Zwischenzeitlich war im Oktober 1973 im Mittleren Osten der Jom-Kippur-Krieg ausgebrochen, der dazu führte, dass die Organisation erdölexportierender Länder (OPEC) die Fördermengen drosselten und der Ölpreis dramatisch anstieg. Dies stärkte auch die Bergarbeiter, die sich im November 1973 ein Überstundenverbot auferlegten. Durch die Verknappung der Öl- und Kohleversorgung erklärte die Regierung Heath einen Notstand. In dieser extrem angespannten Lage trug Boardman die Hauptverantwortung für die staatlichen Notstandsmaßnahmen, die ein Verbot für nicht notwendigen Stromverbrauch und Restriktionen bei der Beheizung von Geschäften und Büros beinhaltete.
Der ursprüngliche Plan, auch die Beheizung von Schulen zu kürzen, wurde jedoch nicht umgesetzt, nachdem die nicht vorab informierte Bildungsministerin Thatcher massiv die Rücknahme dieser Absicht gefordert hatte. In der Folgezeit kam es aber zur Einführung
von Energiesparmaßnahmen wie die Drei-Tage-Woche („Three-Day Week“) ein. Diese sah vor, dass vom 1. Januar bis zum 7. März 1974 die Stromentnahme durch kommerzielle Elektrizitätsabnehmer auf drei aufeinander folgende Tage begrenzt wurde und es verboten war, an diesen länger zu arbeiten. Notwendige Dienstleistungsunternehmen wie Krankenhäuser, Supermärkte und Zeitungsverlage waren hiervon ausgenommen. Fernsehgesellschaften wurden aufgefordert, ihre Programmausstrahlung während der Krise um 22.30 Uhr einzustellen, um Elektrizität zu sparen.
Boardman geriet wegen dieser Maßnahmen und seiner Gelassenheit immer weiter unter Druck, versicherte aber, dass die Vorräte der Kohlekraftwerke für den Winter ausreichen würden. Als ein Streit über die mögliche Rationierung von Erdöl ausbrach, spielte er die Vorbereitungen seines Ministeriums herunter mit den Worten als „rein administrative Handlung… Mitarbeiter würden nur prüfen, ob die Mäuse die Rationierungsbücher aufgegessen hätten“ (‚purely administrative action … officials are looking to see whether the mice have eaten the ration books‘).

#### Chefsekretär des Schatzamtes
Nach den Unterhauswahlen vom 28. Februar 1974 wurde er von Premierminister Heath zum Chefsekretär des Schatzamtes (Chief Secretary to the Treasury) ernannt, wo er über ebenfalls schmerzhafte Einschnitte bei öffentlichen Ausgaben zu entscheiden hatte. Nachdem er bei den vorgezogenen Unterhauswahlen vom 10. Oktober 1974 nicht nur sein eigenes Unterhausmandat verloren, sondern die konservativen Torys auch die Mehrheit verloren hatten, endete die Amtszeit von Premierminister Heath und seiner Regierung.
1977 wurde er Deputy Lieutenant sowie 1979 High Sheriff von Northamptonshire.

### Funktionen in der Privatwirtschaft und Oberhausmitglied
1977 übernahm er eine neue Aufgabe als Präsident der Vereinigung der britischen Handelskammer (Association of British Chambers of Commerce) und wurde zugleich Vorstandsmitglied der 1968 gegründeten National Westminster Bank (NatWest), in der er 1979 Vorstandsvorsitzender der Ostregion wurde.
Durch ein Letters Patent vom 10. Juli 1980 wurde Boardman aufgrund des Life Peerages Act 1958 als Baron Boardman, of Welford in the County of Northamptonshire, zum Life Peer erhoben und gehörte bis zu seinem Tod dem House of Lords an. Seine offizielle Einführung erfolgte am 30. Juli 1980 mit Unterstützung durch Niall Macpherson, 1. Baron Drumalbyn und Robert Carr, Baron Carr of Hadley.
Wenig später fungierte er zwischen 1981 und 1982 auch als Schatzmeister der Conservative Party.

### Vorstandsvorsitzender der National Westminster Bank und der Blue Arrow-Skandal
Nachdem Robert Leigh-Pemberton 1983 Gouverneur der Bank of England geworden war, folgte ihm Baron Boardman als Vorstandsvorsitzender der National Westminster Bank. Während der nachfolgenden Zeit übernahm die Bank das Finanzinstitut Barclays, um dadurch Marktführer zu werden. Ferner beabsichtigte NatWest seine Ausweitung als Investmentbank und den Markteintritt in Nordamerika. Boardman sagte dazu 1988: „Unsere Philosophie ist und war und bleibt, dass wir ein Hauptspieler auf dem Weltmarkt werden wollen“ (‚Our philosophy is, and was, and remains that we are going to be a major player in the global market‘).
Diese Ambitionen gerieten jedoch ins Stocken wegen der schwierigen Situation Ende der 1980er Jahre und dem sogenannten Blue Arrow-Skandal. Der Invenstmentbankingzweig der NatWest, County NatWest, gehörte 1987 zu den Verwaltern einer Bezugsrechtsemission in Höhe von 837 Millionen Pfund Sterling für die rasch wachsende Beschäftigungsagentur Blue Arrow. Da es den verwaltenden Managern nicht gelang, Aktien mit tatsächlichen Investoren zu platzieren, vertuschten diese den nicht eingetretenen Erfolg mit Verfälschungen ihrer Bücher, ehe der Skandal beim Markteinbruch im Oktober 1987 offenkundig wurde.
Im Anschluss kam es zu einer Untersuchung durch das Handels- und Industrieministerium sowie strafrechtliche Ermittlungen gegen die unmittelbar Beteiligten, in deren Verlauf zahlreiche leitende Manager der NatWest zurücktraten. Gegen Boardman als Vorstandsvorsitzender hatte man keine Verdachtspunkte, dass dieser vom Fehlverhalten wusste. Allerdings wurde deutlich, dass der Vorstand der NatWest in der Aufsicht über den Investmentbankingzweig Country NatWest Fehler begangen hatte, so dass Boardman letztlich 1989 als Vorstandsvorsitzender zurücktrat.
Zuletzt war er zwischen 1987 und 1989 auch Vorsitzender des Ausschusses für Clearinghaus-Banker für London und Schottland (Committee of London & Scottish Clearing Bankers) sowie Vorstandsvorsitzender des Baumaterialkonzerns Steetley sowie Vorstandsmitglied der Immobiliengesellschaft MEPC plc. 1993 wurde er Vorstandsvorsitzender der von Gerald Ronson gegründeten angeschlagenen Grundstücksentwicklungsgesellschaft Heron International.
Zwischen 1989 und 2003 war er außerdem Lieutenant der City of London.